# Maria Taglioni
Maria Taglioni (Stoccolma, 23 aprile 1804 – Marsiglia, 22 aprile 1884) è stata una ballerina italiana, di origini svedesi da parte di madre e cresciuta a Parigi.
È considerata la prima grande ballerina romantica.

## Biografia
Nata Mariana Sophie Taglioni, proveniente da una dinastia di danzatori (anche il fratello Paul fu eminente ballerino) e figlia di un padre coreografo, Maria studiò danza a Parigi con Jean-François Coulon e la madre Sophie Karsten, finché il padre, Filippo Taglioni, non prese personalmente la direzione della sua formazione, imponendole un duro allenamento di sei mesi dagli strepitosi risultati.
Dopo il debutto sulle scene a Vienna nel 1822, lavorò con il padre e il fratello a Monaco e Stoccarda e debuttò all'Opéra di Parigi nel 1827. Dopo svariati successi, la fama internazionale arrivò nel 1832, con La Sylphide, coreografia creata per lei da suo padre nella quale, sulla base della tecnica ballettistica italiana che associava il rapido gioco delle gambe a movimenti lenti del busto e delle braccia, comparivano insieme le due grandi innovazioni del balletto romantico - il tutù e la danza sulle punte. Fu lei ad introdurre anche l'acconciatura à bandeaux che divenne poi tipica della danzatrice classica.
Nello stesso anno si sposò con il conte francese Jean-Pierre-Victor-Alfred Gilbert de Voisins (1800-1863), ma il matrimonio fu soltanto di facciata, costellato da numerosi tradimenti e durò soltanto tre anni: si separarono nel 1835 e divorziarono ufficialmente nel 1844. Il conte figura comunque come padre ufficiale dei due figli della coppia, Georges-Philippe-Marie, detto Youri (1843-1897), e Hedda-Marie-Eugénie-Ernestine, detta Ninì (1836-1901). Anni dopo, il figlio contrasse matrimonio con Sozonga Ralli, l´erede di una dinastia greco-levantina che aveva fatto fortuna a Londra, mentre la figlia Ninì sposò il ricco principe russo Alexander Trubeckoj, che si vociferava essere l´amante della madre e che si stabilì a pochi passi dalla dimora di Blevio della Taglioni, nella spettacolare odierna villa Cagni-Troubetzkoy costruita a picco sulla scogliera. Gabrielle Troubetzkoy - ultima discendente italiana della Taglioni e dei principi Troubetzkoy sposò il nobile Camillo Tanzi, proveniente da un´altra famiglia storica di Blevio.
Osannata in tutta Europa (fu tra il 1837 e il 1842 l'étoile del Teatro Bol'šoj Kamennyj di San Pietroburgo), ottenne consensi anche alla Scala di Milano, dove debuttò il 20 maggio 1841 con grande successo, e continuò a danzare fino ad un'età, per l'epoca, molto avanzata: quando si ritirò, nel 1847, aveva 44 anni.
All'apice della sua popolarità, arrivò a diventare anche proprietaria di diversi importanti palazzi di Venezia: Palazzo Barzizza, Palazzo Giustinian Businello, Palazzo Giustinian Lolin, Palazzo Corner Spinelli e addirittura la celebre Ca' d'Oro, oltre alla citata villa sul lago di Como.
Tra il 1858 e il 1870 rientrò a Parigi, dove ebbe l’incarico di inspectrice des classes et du service de la danse nella scuola dell’Opéra; per il medesimo teatro coreografò Le Papillon (1860, musica di Jacques Offenbach), interpretato da Emma Livry e Zara (1863), il quale non andò mai in scena a causa della tragica scomparsa di Livry.
Nel 1871 si trasferì a Londra, dove diede lezioni di danza e portamento presso famiglie della buona società.
Morì il 22 aprile 1884 a Marsiglia, dove si era ritirata, ospite del figlio, e là fu sepolta, finché il nipote Auguste Gilbert de Voisins non la fece trasferire nella nuova tomba di famiglia al Père-Lachaise.
Sua nipote (figlia del fratello Paul) fu la ballerina tedesca Maria Taglioni detta "la giovane" (1833-1891) per distinguerla dalla celebre zia. 

## Nella cultura di massa
- "Madame Taglioni" è citata nel romanzo L'età dell'innocenza di Edith Wharton.

## Omaggi
- Le è stato dedicato un cratere di 31 km di diametro sul pianeta Venere[2].

## Coreografie accreditate
- 1860: Le Papillon (Opéra di Parigi, musica di Jacques Offenbach)

## Opere
Souvenirs. Le manuscrit inédit de la grande danseuse romantique, édition établie, présentée et annotée par Bruno Ligore, Gremese, 2017, ISBN 978-2366771169.